# Міністерство сім'ї, праці та соціальної політики Польщі
 Міністерство праці та соціальної політики Республіки Польща (пол. Ministerstwo Pracy i Polityki Społecznej Rzeczypospolitej Polskiej) утворено в 2005 шляхом реорганізації Міністерств економіки та праці і соціальної політики.
Міністерство сформовано з колишнього Міністерства соціальних справ (створеного в 2004) та скороченого Міністерства економіки. Від Міністерства економіки нове міністерство отримало повноваження в сфері зайнятості та боротьби з безробіттям, умов праці, трудових відносин та профспілкових відносин. Соціальна частина політики міністерства дає йому повноваження з питань родини, соціальних пільг та соціального забезпечення.